# Vala Flosadóttir
Vala Flosadóttir, islandska atletinja, * 16. februar 1978, Reykjavík, Islandija.
Nastopila je na poletnih olimpijskih igrah leta 2000, kjer je osvojila bronasto medaljo v skoku ob palici. Na svetovnih dvoranskih prvenstvih je osvojila srebrno medaljo leta 1999, na evropskih dvoranskih prvenstvih pa naslov prvakinje leta 1996 in bronasto medaljo leta 1998.